# Nalu (drank)

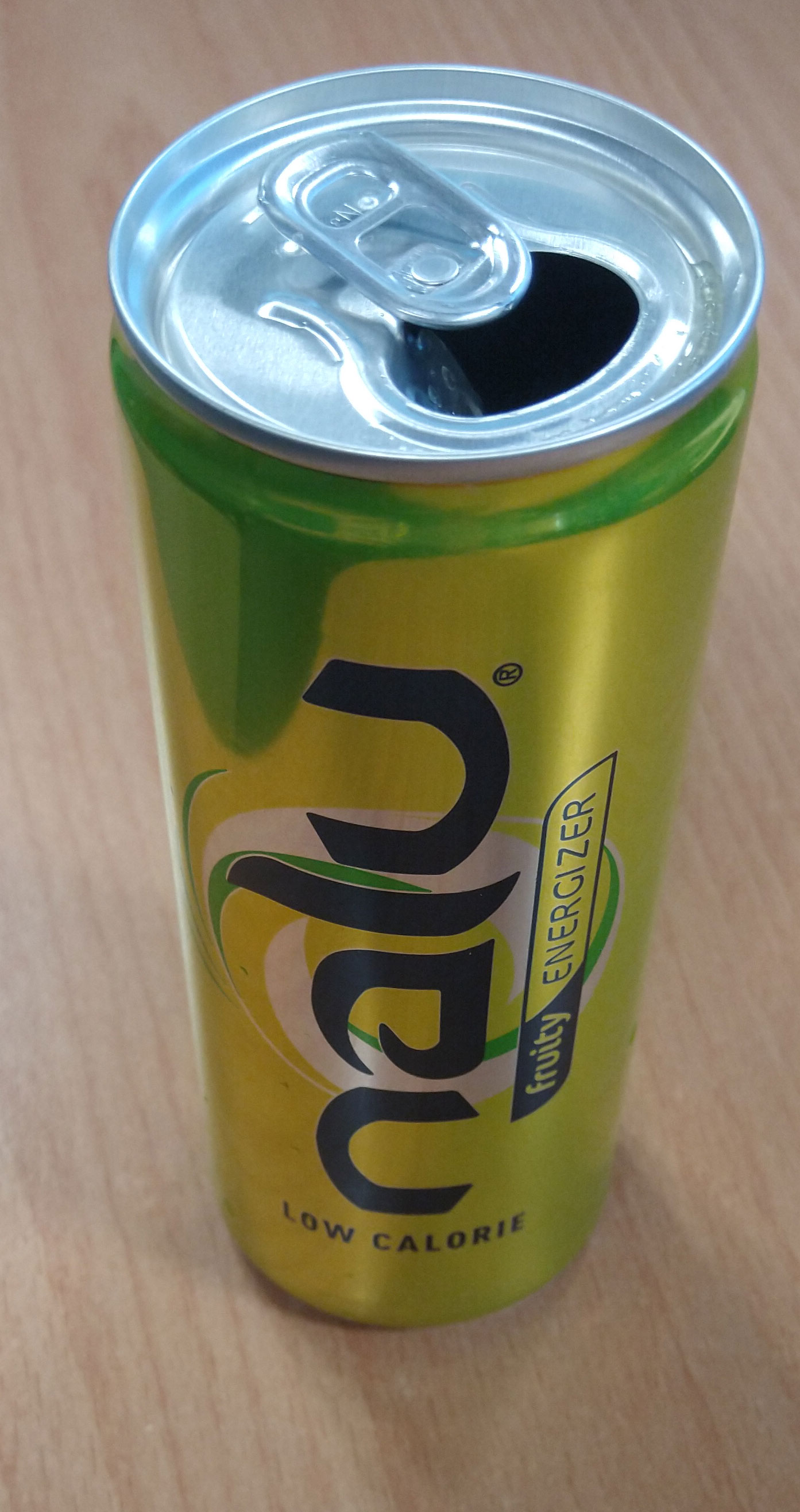
Dit is de "originele" smaak van de energiedrank Nalu. Vóór het blik bestond er al een flesversie.

Nalu is een energiedrankje geproduceerd door The Coca-Cola Company, verkocht in de Benelux. Het drankje werd in 2002 gelanceerd. De naam is afgeleid van het Hawaïaanse woord nalu, wat golf of branding betekent; het surfthema is terug te vinden in de branding van de drank.

## Smaken en varianten[4]
De drie versies van Nalu en hun smaken zijn:
- Fruity Energizer:
  - Original
  - Frost
  - Exotic
  - Passion
  - Melon Splash
  - Zero Sugar Original

- Tea Energizer:
  - Zwarte Thee & Passievrucht
  - Groene Thee & Gember

- Botanical Energizer:
  - Cassis & Lavendel
  - Aardbei & Rabarber
  - Yuzu & Rozemarijn

## Samenstelling[4]
Nalu-dranken bevatten doorgaans:
- Koolzuurhoudend water
- Vruchtensap uit concentraat (bijv. sinaasappel, kiwi, mango, passievrucht)
- Suiker en/of kunstmatige zoetstoffen
- Cafeïne
- B-vitamines zoals niacine (B3) en cobalamine (B12)